# José Ignacio Montoya Palacio
José Ignacio Montoya Palacio (Medellín, Antioquia, 21 de julio de 1816-Medellín, 15 de julio de 1884) fue un eclesiástico colombiano de la Iglesia católica, designado como tercer obispo de la Diócesis de Medellín. Monseñor Montoya Palacio es el primer medellinense, y hasta hoy el único, que pastorea su propia ciudad.

## Vida personal

### Familia
Monseñor José Ignacio Montoya Palacio nació en el paraje de Zúñiga, de la fracción de Aguacatala, el 21 de julio de 1816, fue bautizado al día siguiente en la iglesia de la Candelaria de Medellín por el presbítero José Miguel Gaviria. Sus padres fueron José Ignacio Montoya y Josefa María Palacio. De origen humilde, su educación primaria fue escasa y de joven se dedicó a la arriería, hacia los pueblos del norte de Antioquia, tales como Yarumal, Carolina del Príncipe y Santa Rosa de Osos. 

## Carrera Eclesiástica

### Vocación y estudios
Gracias al presbítero Juan Nepomuceno Ruiz, párroco de Heliconia y pariente suyo, se inició en el estudio de latín, gramática e historia. El 5 de septiembre de 1836 el obispo Gómez Plata reabrió en Santa Fe de Antioquia el colegio-seminario de San Fernando. Entre el grupo de candidatos al sacerdocio figuraba ese día el joven arriero José Ignacio, a quien el padre Ruiz, no solo le había enseñado, sino también recomendado ante el señor obispo como sujeto de ejemplar conducta y promisorias cualidades. Lo cierto es que en solos cuatro años cursó filosofía, teología, derecho canónico y liturgia, conocimientos de gran utilidad para que fuera admitido en el ministerio. 

### Sacerdocio
El 7 de junio de 1840, previos exámenes que aprobó con sobresalientes logros, fue ordenado sacerdote por monseñor Juan de la Cruz Gómez Plata, segundo obispo de Antioquia. El 29 de junio de ese mismo año realizó su primera misa en la iglesia de la Candelaria, que años adelante sería su cátedra episcopal. Sus labores comienzan el mismo año de su ordenación, como prefecto del seminario, de ahí pasó como coadjutor de Fredonia y cura excusador de la misma parroquia. Luego es párroco de Itagüí desde 1855 hasta 1870. Fue rector del Seminario Mayor de Medellín desde el 1 de enero de 1871 hasta abril de 1876. Fue vicario general y provisor de monseñor Valerio Antonio Jiménez, primer obispo de Medellín y de monseñor José Joaquín Isaza, segundo obispo de Medellín. 

### Episcopado
Tras la muerte de monseñor Isaza en 1874, fue nombrado vicario capitular monseñor Jiménez quien administró la diócesis entre el 31 de diciembre de 1974 al 14 de febrero de 1876, luego el pbro. Montoya fue nombrado vicario capitular y administró la diócesis del 14 de febrero al 23 de junio de 1876.
Mientras tanto, el 17 de abril de 1876, el papa Pío IX preconiza a monseñor Montoya como obispo de Medellín y es consagrado el 23 de julio por monseñor Jiménez en Medellín, y en ese mismo día tomó posesión de su sede. El primer periodo de su administración estuvo la marcada por la persecución religiosa; desde su escondite administraba la Diócesis por medio de dos vicarios generales dando normas muy claras sobre la conducta del clero y de los fieles con respecto a las leyes del gobierno sobre inspección de cultos, escuelas laicas, despojo de cementerios, matrimonio civil y juramento de los sacerdotes al gobierno. El 12 de abril de 1879 salió desterrado por ley de la República para Europa donde visitó al papa León XIII y algunas ciudades como Lourdes; regresó a Venezuela a finales del mismo año y volvió a Antioquia cuando las circunstancias se lo permitieron. 
Calmada la guerra reabrió y organizó el Seminario en 1881, el cual estaba cerrado desde 1877; para lo cual le anexó estudios "profanos" de literatura, matemáticas, derecho, contabilidad y medicina, los agregó por la desorientación que en ese entonces tenía la educación oficial en la Universidad de Antioquia.
Reinició los trabajos de la Catedral en junio de 1982; trajo de Europa a las Hermanas de la Presentación para fundar colegios, orfanatos y escuelas gratuitas; tramitó la consecución de los Hermanos Cristianos para que se encargaran de la educación de la juventud masculina, proyectó traer a los Jesuitas para que se encargaran del seminario y de misiones, visitó la Diócesis y fue llamado el “padre de los pobres” pues fundó la sociedad San Vicente, la casa de huérfanos, el asilo, la beneficencia, y la escuela gratuita San José. 
Murió en Medellín el 15 de julio de 1884. Su entierro duró desde las ocho de la mañana hasta las cuatro de la tarde, y fue sepultado en la sacristía de la Candelaria. Dejó parte de sus bienes para obras benéficas y de educación. Solo ordenó a 15 sacerdotes, pues el tiempo que estuvo cerrado el seminario, y el haberle anexado estudios civiles perjudicó las vocaciones.